# Piriqueta
Piriqueta je biljni rod iz porodice Passifloraceae, potporodica Turneroideae. Postoji 46 vrsta jednogodišnjeg raslinja, trajnica, grmova i drveća koje rastu po Južnoj i Srednjoj Americi, Karibima i jugoistoku SAD-a (Alabama, Georgia, Južna Karolina, Florida).
Vrste u ovom rodu su:
1. Piriqueta abairana Arbo
2. Piriqueta araguaiana Arbo
3. Piriqueta asperifolia Arbo
4. Piriqueta assurensis Urb.
5. Piriqueta aurea (Cambess.) Urb.
6. Piriqueta breviseminata Arbo
7. Piriqueta caiapoensis Arbo
8. Piriqueta carnea Urb.
9. Piriqueta cistoides (L.) Griseb.
10. Piriqueta constellata Arbo
11. Piriqueta corumbensis Moura
12. Piriqueta crenata L.Rocha, I.M.Souza & Arbo
13. Piriqueta cristobaliae Arbo
14. Piriqueta densiflora Urb.
15. Piriqueta dentata Arbo
16. Piriqueta douradinha Arbo
17. Piriqueta duarteana (Cambess.) Urb.
18. Piriqueta emasensis Arbo
19. Piriqueta flammea (Suess.) Arbo
20. Piriqueta grandifolia (Urb.) Arbo
21. Piriqueta guianensis N.E.Br.
22. Piriqueta hapala Arbo
23. Piriqueta lourteigiae Arbo
24. Piriqueta mesoamericana Arbo
25. Piriqueta mexicana Fryxell & S.D.Koch
26. Piriqueta morongii Rolfe
27. Piriqueta mortonii S.D.Koch & Fryxell
28. Piriqueta nanuzae Arbo
29. Piriqueta nitida Urb.
30. Piriqueta ochroleuca Urb.
31. Piriqueta pampeana Cabreira & Miotto
32. Piriqueta plicata Urb.
33. Piriqueta racemosa (Jacq.) Sweet
34. Piriqueta revoluta Arbo
35. Piriqueta rosea (Cambess.) Urb.
36. Piriqueta sarae Arbo
37. Piriqueta scabrida Urb.
38. Piriqueta sidifolia Urb.
39. Piriqueta suborbicularis (A.St.-Hil. & Naudin) Arbo
40. Piriqueta subsessilis Urb.
41. Piriqueta sulfurea Urb. & Rolfe
42. Piriqueta tamberlikii Urb.
43. Piriqueta taubatensis (Urb.) Arbo
44. Piriqueta undulata Urb.
45. Piriqueta venezuelana Arbo
46. Piriqueta viscosa Griseb.

## Vanjske poveznice
- USDA PLANTS Profile